# 5804 Bambinidipraga
5804 Bambinidipraga è un asteroide della fascia principale. Scoperto nel 1985, presenta un'orbita caratterizzata da un semiasse maggiore pari a 2,4249796 UA e da un'eccentricità di 0,1671299, inclinata di 9,78199° rispetto all'eclittica.